# Márcio Amoroso
Márcio Amoroso (n. 5 iulie 1974, Brasília, Districtul Federal, Brazilia) este un fost fotbalist brazilian.
Între 1995 și 2003, Amoroso a jucat 19 meciuri și a marcat 9 goluri pentru echipa națională a Braziliei.

## Statistici
| Brazilia | Brazilia | Brazilia |
| An       | Meciuri  | Goluri   |
| -------- | -------- | -------- |
| 1995     | 1        | 0        |
| 1996     | 0        | 0        |
| 1997     | 0        | 0        |
| 1998     | 1        | 2        |
| 1999     | 10       | 7        |
| 2000     | 3        | 0        |
| 2001     | 0        | 0        |
| 2002     | 1        | 0        |
| 2003     | 3        | 0        |
| Total    | 19       | 9        |